# Eurico Sales
Eurico de Aguiar Salles (Vitória, 24 de agosto de 1910 — Rio de Janeiro, 1 de setembro de 1959) foi um político e advogado brasileiro.
Filho de Clímaco Salles e Ocarlina de Aguiar Salles, casado com Alba Coelho Salles e pai de quatro filhos (Carlos Augusto Coelho Salles, Antonio Sergio Coelho Salles, Ricardo Coelho Salles e Ronaldo Coelho Salles), Eurico completou o ensino fundamental e médio em sua cidade natal e no Distrito Federal. Começou sua carreira na administração pública já aos 18 anos, quando iniciou na administração do governo estadual de Vitória e, mais tarde, assumiu cargo no gabinete do então governador do Espírito Santo, Aristeu Borges de Aguiar (1928 - 1930).
Em 1931, cursou a Faculdade Nacional de Direito (atual UFRJ) no Rio de Janeiro e se especializou em direito comercial. Concluído os estudos, retornou à Vitória, onde montou um escritório de advocacia de sucesso e também exerceu magistério na Faculdade de Direito do Espírito Santo. Em 1935, entrou na política como membro do Partido da Lavoura do Espírito Santos, no qual lutava por pautas relacionadas aos direitos dos agricultores, quando foi chamado para ser consultor jurídico do Banco de Crédito Agrícola do Espírito Santo. Ainda em 1935, Eurico também foi professor na Faculdade de Direito do Espírito Santos, onde concluiu uma pesquisa sobre Hipoteca Naval.
Já com o Brasil sob poder do Estado Novo de Getúlio Vargas, de 1937 a 1945, ocupou a Secretaria da Educação e Cultura do Espírito Santos, quando o estado estava sob a gestão de João Punaro Bley. Com a queda do Estado Novo e a convocação de eleições diretas, participou da fundação do Partido Social Democrático (PSD) no Espírito Santo  em 1945 e concorreu a uma cadeira na Câmara para ser deputado federal constituinte, conseguindo ser eleito (com 9.900 votos) e participar da Assembleia Nacional Constituinte, que resultou na Constituição de 1946. Foi reeleito deputado federal em 1950.
Durante sua legislatura, Eurico também ocupou cargos importantes dentro do PSD, sendo alçado, em 1952, à vice-liderança do partido na Câmara. Suas pautas defendidas focavam nos princípios presidencialistas de governo.
No ano de 1954, ainda no PSD, tentou se eleger ao governo do Espírito Santos, estado que formou sua carreira profissional, sendo derrotado, com 77.467 votos, por Francisco Lacerda de Aguiar (PTB), que recebeu 95.383 votos. Eurico, então, deixou a Câmara no ano seguinte, após seu segundo mandato, para ocupar a cátedra de direito comercial da Faculdade de Direito do Espírito Santo.
Em 1956, foi designado pelo presidente Juscelino Kubitschek para a direção da Superintendência da Moeda e do Crédito (Sumoc), entidade responsável pela coordenação do sistema financeiro nacional, substituindo Inar Dias de Figueiredo. Nesta posição, representou o Brasil em Washington junto ao Fundo Monetário Internacional (FMI). Passou o cargo em novembro de 1957 a José Joaquim Cardoso de Melo Neto.
Foi nomeado por Juscelino Kubitschek Ministro da Justiça e Negócios Interiores, tendo assumido a pasta em 4 de novembro de 1957, mais uma vez substituindo um ocupante do cargo, Nereu Ramos, que se afastou por não ter conseguido apoio dentro do governo para uma reforma constitucional que deseja realizar no Brasil.
Em 1958, foi ministro da Justiça do governo Kubitschek, quando fora revogado o pedido de prisão preventiva expedido dez anos antes contra Luís Carlos Prestes. Apresentou seu pedido de demissão oito meses depois de assumir, em 8 de julho de 1958, para facilitar uma composição política do governo Kubitschek que precisava atender a uma reivindicação do PSD de São Paulo. Seu substituto foi Cyrillo Junior.
Deixando o Ministério da Justiça, assumiu, por um breve período, a presidência do Conselho nacional do SESI.  Em novembro de 1958, foi nomeado por Juscelino Kubitschek para o Conselho Nacional de Economia, do qual veio a se tornar, dois meses depois, vice-presidente. Afastou-se do Conselho em agosto de 1959, por problemas de saúde, vindo a falecer no Rio de Janeiro em 1º de setembro daquele ano.